# 90503 Japhethboyce
90503 Japhethboyce este un asteroid din centura principală de asteroizi.

## Descriere
90503 Japhethboyce este un asteroid din centura principală de asteroizi. A fost descoperit pe 15 martie 2004 în cadrul proiectului CSS. Asteroidul prezintă o orbită caracterizată de o semiaxă mare de 2,40 ua, o excentricitate de 0,20 și o înclinație de 2,1° în raport cu ecliptica.